# Падар (Губадлинский район)
Падар (азерб. Padar) — село в Губадлинском районе Азербайджана.

## География
Расположено село в юго-западной части Азербайджана, в 42 км от города Лачын и в 94 км от Ханкенди (Степанакерт). Сообщество равнинное, общей площадью 1547,0 га, из которых 834,7 га имеют сельскохозяйственное значение и 635,3 га лесных земель. Река Хакари протекает через пограничную зону села.

## Этимология
Название села связано с наименованием огузского племени падаров.

## История
В годы Российской империи село Падар входило в состав Джебраильского уезда Елизаветпольской губернии.
В советские годы село входило в состав Губадлинского района Азербайджанской ССР. В результате Первой карабахской войны в августе 1993 года перешло под контроль непризнанной Нагорно-Карабахской Республики и согласно её административно-территориальному делению располагалось в Кашатагском районе и именовалось Тигранаван (арм. Տիգրանավան). Согласно резолюциям СБ ООН считалось оккупированным армянскими силами.
26 октября 2020 года в ходе Второй карабахской войны президент Азербайджана Ильхам Алиев заявил, что село Падар вернулось под контроль азербайджанских вооружённых сил. В этот же день Министерство обороны Азербайджана опубликовало видеокадры, на которых, как утверждает, запечатлено село Падар под контролем Азербайджана.

## Население
По данным «Свода статистических данных о населении Закавказского края, извлеченных из посемейных списков 1886 года» в селе Падар Ходжинского сельского округа Джебраильского уезда было 19 дымов и проживало 72 азербайджанца (указаны как «татары»), которые были шиитами по вероисповеданию, 17 из них были представителями духовенства, остальные — крестьянами.
По данным «Кавказского календаря» на 1910 год в селе Падар Карягинского уезда в 1908 году проживало 97 человек, в основном азербайджанцев, указанных в календаре как «татары».
Население общины составляло 168 человек, было 45 домохозяйств. Население в основном занималось[когда?]

 сельским хозяйством, скотоводством и земледелием.